# Stan Musial
Stanley Frank Musial, nato Stanisław Franciszek Musiał e soprannominato Stan the Man (Donora, 21 novembre 1920 – Ladue, 19 gennaio 2013), è stato un giocatore di baseball statunitense di ruolo esterno e prima base che ha giocato per tutta la carriera con i St. Louis Cardinals nella Major League Baseball (MLB). Considerato uno dei migliori battitori della storia, è stato inserito nella National Baseball Hall of Fame nel 1969, al suo primo anno di eleggibilità.

## Carriera
Musial ebbe una media battuta di .331 nel corso della carriera e stabilì i record della National League (NL) per valide (3.630), punti battuti a casa (1.951), gare giocate (3.026), turni di battuta (10.972), punti segnati (1.949) e doppi (725), la maggior parte dei quali furono in seguito superati da Pete Rose; i suoi 475 fuoricampo lo ponevano all'epoca al secondo posto della NL dietro i 511 di Mel Ott. Le sue 6.134 basi totali rimasero un record della major league fino a quando furono superate da Hank Aaron e le sue battute valide totali rimangono il massimo per un giocatore ad avere passato tutta la carriera con una sola squadra. Per sette volte miglior battitore della lega, batté 1.815 valide in casa ed altrettante in trasferta. Fu nominato per tre volte MVP della National League e guidò St. Louis a tre vittorie delle World Series. Condivide inoltre il primato per il maggior numero di convocazioni per l'All-Star Game (24) con Hank Aaron e Willie Mays. Nel 1999 fu inserito nella formazione del secolo della MLB e, nello stesso anno, The Sporting News lo inserì al 10º posto nella classifica dei migliori cento giocatori di tutti i tempi.

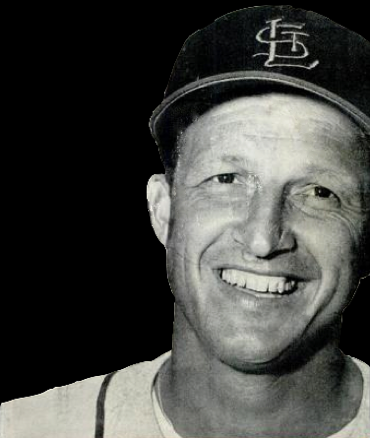
Musial nel 1957.

Musial nacque a Donora, Pennsylvania, dove iniziò a giocare a baseball, finendo per iscriversi alla squadra della locale scuola superiore. Firmò un contratto come professionista coi St. Louis Cardinals nel ruolo di lanciatore nel 1938, ma fu convertito in esterno prima del suo debutto nella MLB nel 1941. Noto per la sua singolare posizione di battuta, si impose presto come un battitore produttivo e costante. Nella sua prima stagione completa, quella del 1942, i Cardinals vinsero le World Series. L'anno seguente guidò la NL in sei diverse categorie offensive, venendo premiato per la prima volta come MVP. Fu anche convocato per la prima volta per l'All-Star Game, cosa che avrebbe fatto in ogni singola stagione per il resto della carriera. Musial vinse le sue seconde World Series nel 1944, dopo di che perse l'intera stagione 1945 per arruolarsi in Marina.
Quando fece ritorno al baseball nel 1946, Musial riprese a battere con consistenza. Quell'anno guadagnò il secondo titolo di MVP e le sue terze World Series. Fu premiato per la terza volta come miglior giocatore nel 1948, quando giunse a un solo home run dal conquistare la tripla corona. Dopo avere faticato in attacco nel 1959, Musial utilizzò un allenatore personale per aiutarlo a mantenere alta la sua produttività, finché decise di ritirarsi nel 1963. Al momento dell'addio, deteneva o condivideva 17 record della major league, 29 della National League e 9 dell'All-Star Game. Ironia del destino, nel 1964, la stagione che seguì il suo ritiro, i Cardinals sconfissero i New York Yankees in un'epica serie di sette partite, conquistando il primo titolo dopo quasi vent'anni (una squadra che includeva il futuro Hall of Famer Lou Brock nel ruolo che era stato di Musial).

## Palmarès

### Club
- World Series: 3

St. Louis Cardinals: 1942, 1944, 1946

### Individuale
- MVP della National League: 3

1943, 1946, 1948
- MLB All-Star: 24

1943, 1944, 1946–1963
- Miglior battitore della National League: 7

1943, 1946, 1948, 1950–1952, 1957
- Formazione del secolo della MLB
- Numero 6 ritirato dai St. Louis Cardinals
- Club delle 3000 valide